# Tuffi alla XXIX Universiade - Trampolino 3 metri sincro misti
Il concorso dei tuffi dal trampolino 3 metri sincro femminile dell'Universiade di Taipei 2017 si è svolto il 24 agosto 2017 all'University of Taipei (Tianmu) Shin-hsin Hall B1 Diving Pool.

## Risultati

### Finale
| Class.  | Atleti                                            | Nazione        | Tuffi | Tuffi | Tuffi | Tuffi | Tuffi | Totale |
| Class.  | Atleti                                            | Nazione        | 1     | 2     | 3     | 4     | 5     | Totale |
| ------- | ------------------------------------------------- | -------------- | ----- | ----- | ----- | ----- | ----- | ------ |
| Oro     | Adan Emidio Zuniga Arantxa Chávez                 | Messico        | 46.80 | 46.80 | 71.61 | 68.40 | 68.40 | 302.01 |
| Argento | Stanislav Oliferčyk Viktoriya Kesar               | Ucraina        | 47.40 | 46.20 | 64.80 | 63.00 | 63.24 | 284.64 |
| Bronzo  | Laura Bilotta Gabriele Auber                      | Italia         | 45.00 | 48.60 | 65.70 | 59.52 | 58.32 | 277.14 |
| 4       | Grayson Michael Campbell Meghan Elizabeth O'Brien | Stati Uniti    | 48.00 | 44.40 | 68.40 | 51.30 | 62.10 | 274.20 |
| 5       | Kazuki Murakami Haruka Enomoto                    | Giappone       | 48.00 | 48.00 | 52.20 | 60.48 | 58.50 | 267.18 |
| 6       | Maria Polyakova Viktor Minibaev                   | Russia         | 46.80 | 45.60 | 66.60 | 67.89 | 39.60 | 266.49 |
| 7       | Jana Lisa Rother Frithjof Seidel                  | Germania       | 45.60 | 43.20 | 54.00 | 56.70 | 65.70 | 265.20 |
| 8       | Kim Na-mi Kim Yeong-nam                           | Corea del Sud  | 48.00 | 44.40 | 55.08 | 59.64 | 56.70 | 263.82 |
| 9       | Rim Kum-song Choe Un-gyong                        | Corea del Nord | 48.00 | 46.80 | 54.90 | 41.16 | 64.80 | 255.66 |
| 10      | Lai Yu-yen Lin Yun-di                             | Taipei cinese  | 31.80 | 36.60 | 35.91 | 36.00 | 37.20 | 177.51 |